# Bundesgrenzschutz

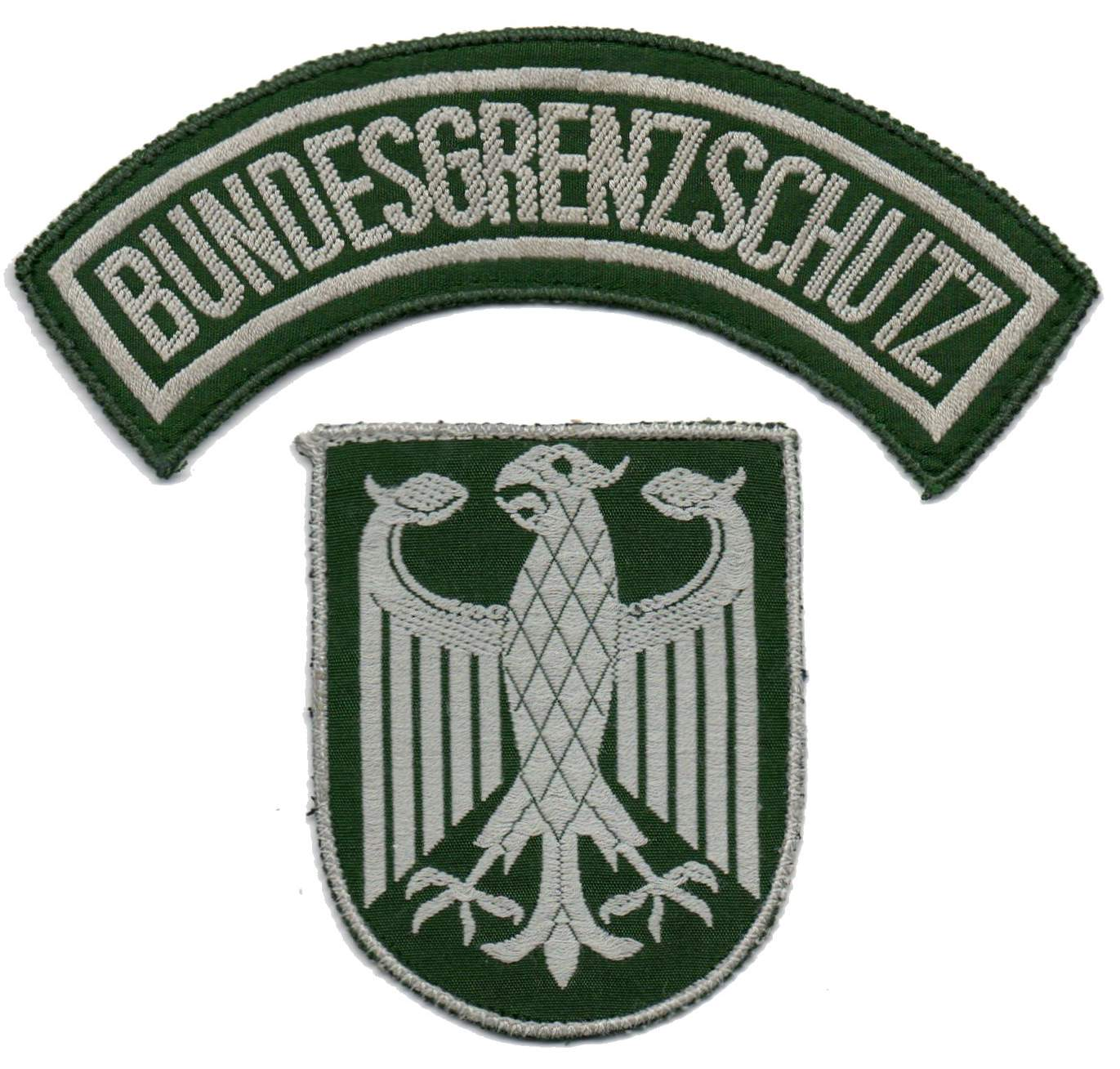
Bundesgrenzschutz

De Bundesgrenzschutz (BGS) was een Duitse federale politiedienst.
Deze dienst is opgericht met de Bundesgrenzschutzwet van 16 maart 1951 en viel onder het Duitse ministerie van Binnenlandse Zaken. Het hoofdkantoor van de Bundesgrenzschutz was in Bonn. In juli 2005 is de naam van de organisatie gewijzigd in Bundespolizei.

## Geschiedenis
Toen de Bundesgrenzschutz in 1951 werd opgericht had de Bondsrepubliek Duitsland nog geen leger. De BGS werd opgezet als een paramilitaire organisatie met de bewaking van de grenzen als belangrijkste opdracht. De BGS patrouilleerde op het land, het water en vanuit de lucht, en voerde ook personen- en documentencontroles uit bij de grensovergangen.
Bij de oprichting van de Bundeswehr in 1956 ging een deel van de taken van de Bundesgrenzschutz over op de Bundeswehr. Daarbij gingen 9572 man (57,6 %) van de BGS over naar de Bundeswehr. De grensbewaking door de Bundesgrenzschutz in de Noordzee en de Oostzee ging in haar geheel over naar de nieuwe Bundesmarine. Vanaf 1964 had de Bundesgrenzschutz weer eigen patrouillevaartuigen op zee.
Na de invoering van de Notstandsgesetze in 1968 werd de Bundesgrenzschutz minder paramilitair van aard. De BGS werd nu ook ingezet als oproerpolitie en ontwikkelde zich meer in de richting van een federale politiedienst. In 1976 werd de Bundesgrenzschutz gereorganiseerd en kregen BGS-beambten politierangen in plaats van militaire rangen.
Bij de Olympische Zomerspelen van 1972 vond in München het gijzelingsdrama plaats. Hierna werd de anti-terreureenheid Grenzschutzgruppe 9 (GSG 9) opgericht die deel uitmaakte van de Bundesgrenzschutz. De bekendste operatie van de GSG 9 was de beëindiging van de vliegtuigkaping van Lufthansa-vlucht 181 in Mogadishu in 1977. Rond 1980 had de Bundesgrenzschutz 21.500 man in dienst.
In de jaren negentig traden grote veranderingen op voor de Bundesgrenzschutz. Door de Duitse hereniging in 1990 vielen de controles aan de Duits-Duitse grens weg en moesten de nieuwe grenzen met Tsjecho-Slowakije, Polen en de Oostzee bewaakt worden. Ook werden de taken van de Transportpolizei van de DDR overgenomen. In 1992 traden de Verdragen van Schengen in werking en verviel de persoonscontrole aan een groot deel van de grenzen. In dat jaar werd ook de Bahnpolizei in de Bundesgrenzschutz-organisatie opgenomen.
Op 1 juli 2005 kreeg de Bundesgrenzschutz een nieuwe naam: Bundespolizei.